# 53ª edizione dei Directors Guild of America Award
La 53ª edizione dei Directors Guild of America Award si è tenuta il 10 marzo 2001 al Century Plaza Hotel di Los Angeles e ha premiato i migliori registi nel campo cinematografico, televisivo e pubblicitario del 2000. La cerimonia è stata presentata da Carl Reiner.
Le nomination per il cinema sono state annunciate il 22 gennaio 2001. Le restanti candidature sono state annunciate tra il 1º e il 6 febbraio 2001.

## Cinema

### Film
- Ang Lee – La tigre e il dragone (Crouching Tiger, Hidden Dragon)
- Cameron Crowe – Quasi famosi (Almost Famous)
- Ridley Scott – Il gladiatore (Gladiator)
- Steven Soderbergh – Erin Brockovich - Forte come la verità (Erin Brockovich)
- Steven Soderbergh – Traffic

### Documentari[12]
- Charles Braverman – High School Boot Camp
- Laurie Collyer – Nuyorican Dream
- Mark Lewis – The Natural History of the Chicken
- Michael Mierendorf – Broken Child
- David de Vries – The True Story of the Bridge on the River Kwai (film tv)

## Televisione

### Serie drammatiche
- Thomas Schlamme – West Wing - Tutti gli uomini del Presidente (The West Wing) per l'episodio Buon Natale, Josh (Noël)
- Paris Barclay – West Wing - Tutti gli uomini del Presidente (The West Wing) per l'episodio Volo notturno (The Portland Trip)
- Henry J. Bronchtein – I Soprano (The Sopranos) per l'episodio Incubi d'inferno (From Where to Eternity)
- Allen Coulter – I Soprano (The Sopranos) per l'episodio Amore e pallottole (The Knight in White Satin Armor)
- John Patterson – I Soprano (The Sopranos) per l'episodio L'ultima tequila (Funhouse)

### Serie commedia
- James Burrows – Will & Grace per gli episodi Anni '80 (prima parte) e Anni '80 (seconda parte) (Lows in the Mid-Eighties)
- Allen Coulter – Sex and the City per l'episodio Le soluzioni possibili (Cock-a-Doodle-Do)
- Bill D'Elia – Ally McBeal per l'episodio L'ultima vergine (The Last Virgin)
- Pamela Fryman – Frasier per il doppio episodio And the Dish Ran Away with the Spoon
- Todd Holland – Malcolm (Malcolm in the Middle) per l'episodio Il piccolo genio (Pilot)

### Film tv e miniserie
- Jeff Bleckner – The Beach Boys: An American Family
- Kirk Browning – Death of a Salesman
- Martha Coolidge – Women (If These Walls Could Talk 2) per la puntata 1972
- Stephen Frears e Marty Pasetta – A prova di errore (Fail Safe)
- Joseph Sargent – The Arturo Sandoval Story (For Love or Country: The Arturo Sandoval Story)

### Soap opera
- Jill Mitwell – Una vita da vivere (One Life to Live) per l'8205ª puntata
- Bruce S. Barry – Sentieri (Guiding Light) per la 13562ª puntata
- Casey Childs – La valle dei pini (All My Children) per la puntata dell'8 settembre 2000
- Conal O'Brien – La valle dei pini (All My Children) per la puntata del 21 novembre 2000
- JoAnne Sedwick – Sentieri (Guiding Light) per la 13511ª puntata

### Trasmissioni musicali e d'intrattenimento
- Beth McCarthy-Miller – Saturday Night Live per la puntata del 9 dicembre 2000 presentata da Val Kilmer
- Ellen Brown – The Tonight Show with Jay Leno
- Jerry Foley – David Letterman Show (Late Show with David Letterman) per la puntata del 19 dicembre 2000
- Roger Goodman – ABC 2000 Today
- Louis J. Horvitz – 72ª edizione della cerimonia dei Premi Oscar

### Programmi per bambini
- Greg Beeman – Un trofeo per Justin (Miracle in Lane 2)
- William Dear – The Wonderful World of Disney per il film tv Chi sono? Babbo Natale? (Santa Who?)
- Paul Hoen – Even Stevens per l'episodio Voglio un'altra sorella... per favore! (Take My Sister... Please)
- Kevin Hooks – Il colore dell'amicizia (The Color of Friendship)
- Sean McNamara – Even Stevens per l'episodio In modo semplice (Easy Way)

## Pubblicità
- Leslie Dektor – spot per Idea Exchange (New Eyes; The Run Home), Pocketcards (The Check)
- Dante Ariola – spot per Nike (Elephant) e Hewlett-Packard (Tickets; Taxi)
- Bryan Buckley – spot per FedEx (Action Figures), E-Trade (Monkey; Wazoo; Basketball)
- David Cornell – spot per Visa (Synchronized Commercialism; Tattoo; I Enjoy Being a Girl), Charles Schwab Corporation (Ringo; Retirement)
- Lenard Dorfman – spot per IBM (Harlem Fencer; Senegal Women's Basketball), Excite (Camped)

## Premi speciali

### Premio Franklin J. Schaffner
- Robert N. Van Ry

### Robert B. Aldrich Service Award
- Robert Butler
- Tom Donovan

### Premio per il membro onorario
- Jack Valenti

### Presidents Award
- Robert Wise